# Boekel (Noord-Holland)
Boekel is een buurtschap in de gemeente Castricum, in de Nederlandse provincie Noord-Holland. Het ligt aan het Noordhollandsch Kanaal in het noordwesten van de gemeente. Boekel bestaat uit de kern Boekel en het buitengebied De Boekel.
Boekel ligt tussen het Boekelermeer, Akersloot en Heiloo in. Daar waar Boekel nu ligt zou ooit een bos hebben gestaan. Dit bos zou ook een deel van het veengebied van de Boekelermeer. In dat deel verdween het bos langzaam door de afslag van het veengebied. Boekel zou zijn ontstaan toen de Schermer was drooggemaakt bij het restant van het bos. Mogelijk heeft er nog een oudere plaats bestaan in of bij het bos dat in de 9e eeuw opgeschreven is als Bodokenlo en in de 12e eeuw als Bukle. Bodokenlo zou dan 'bos van ene Bodoke(n)' kunnen betekenen.
In Boekel zou in de 12e eeuw het Kasteel te Boekel zijn gebouwd. Van dit kasteel is de locatie in 1939 op een luchtfoto teruggevonden.
Boekel kende langzaam maar gestage groei maar tot echt grote plaats is het nooit uitgegroeid. Boekel behoorde lang toe tot Heiloo maar in de 19e eeuw werd het toegevoegd aan de gemeente Akersloot. Tot 2002 was dat een zelfstandige gemeente. Sindsdien behoort het tot de gemeente Castricum.
Naast de kern van Boekel is er ook het buitengebied De Boekel, dit wordt niet altijd tot de buurtschap gerekend. Met De Boekel wordt het buitengebied tussen Boekel en Akersloot bedoeld. Beide worden overigens formeel tot Akersloot gerekend.
Dorpen: Akersloot · Bakkum · Bakkum-Noord · Castricum · Castricum aan Zee · Dusseldorp · Limmen · De Woude

Buurtschappen: Boekel · Duin en Bosch · Heemstee · Klein Dorregeest (deels) · Kogerpolder (deels) · Molendijk · Noord-End · Noord-Bakkum · Oosterbuurt · Oosterzij (deels) · Schulpstet · Starting · Stierop
Noord-Holland: Steden en dorpen      Nederland: Provincies · Gemeenten